# Drozd rdzawoskrzydły
Drozd rdzawoskrzydły (Turdus eunomus) – gatunek średniej wielkości ptaka wędrownego z rodziny drozdowatych (Turdidae) przypominający budową kwiczoła. Zamieszkuje Azję; dwa razy stwierdzono go w Polsce. Nie jest zagrożony wyginięciem.

## Systematyka
Gatunek ten po raz pierwszy zgodnie z zasadami nazewnictwa binominalnego opisał w 1831 roku Coenraad Jacob Temminck. Autor nadał mu nazwę Turdus eunomus, która obowiązuje do tej pory. Jako miejsce typowe wskazał Japonię.
Jest to gatunek monotypowy. Bywał uznawany za podgatunek drozda rdzawego (T. naumanni).

## Występowanie
Zamieszkuje północno-środkową i północno-wschodnią Syberię. Zimuje w południowo-wschodniej i wschodniej Azji – od północno-wschodnich Indii po północny Wietnam, w południowych i południowo-wschodnich Chinach, Korei, Japonii i na Tajwanie. Rzadko zalatuje do Europy. W Polsce stwierdzony zaledwie 2 razy – 31 grudnia 1889 r. i 21 października 1966 r.

## Charakterystyka

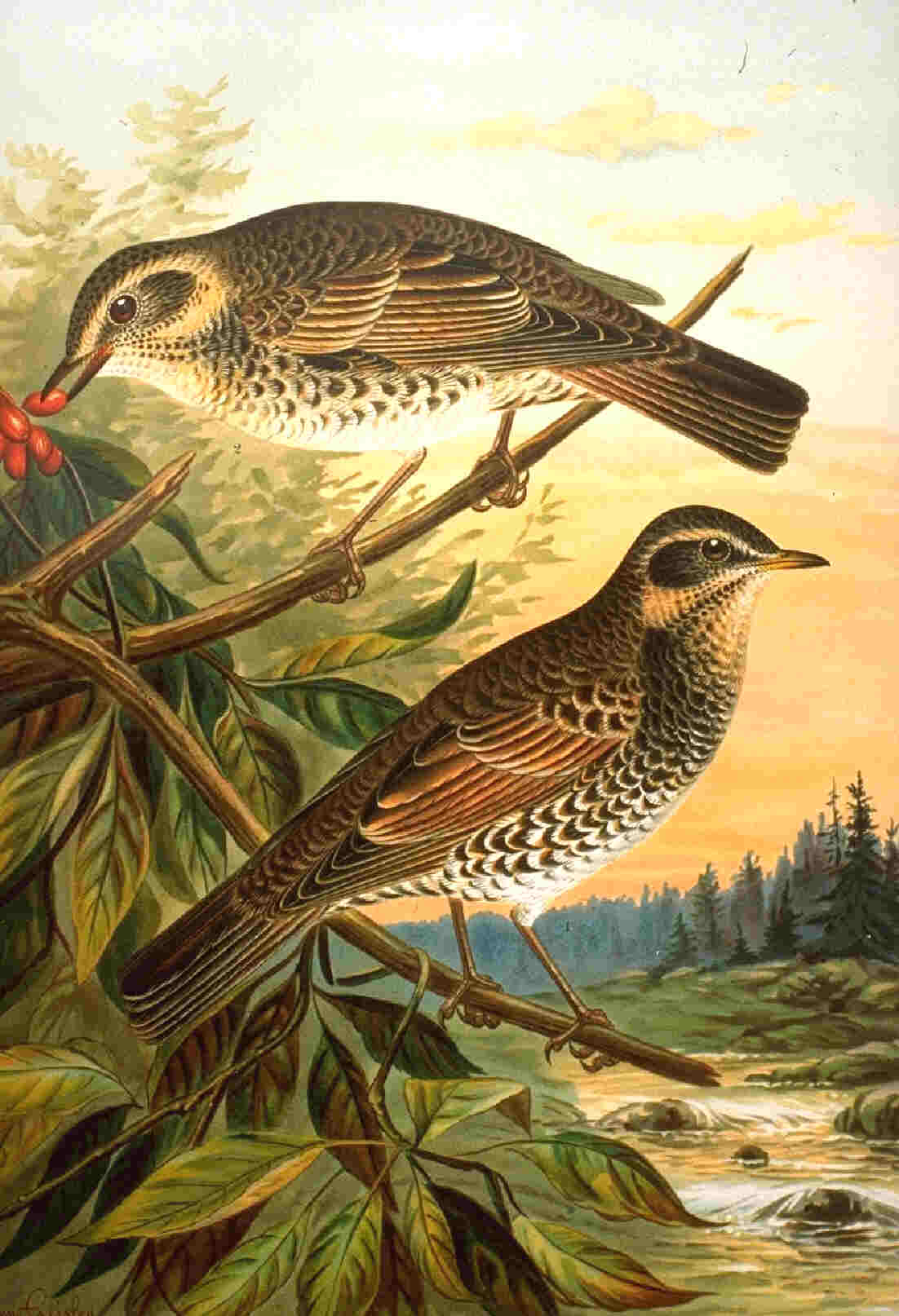
Drozdy rdzawoskrzydłe

### Wygląd zewnętrzny
Na głowie skontrastowany, charakterystyczny rysunek z białą brwią i gardłem oraz czarnymi policzkami. Wierzch skrzydeł miedzianorudy. Grzbiet bardzo ciemny, gęsto czarno plamkowany. Spód białawy z brunatnoczarnymi plamkowanymi bokami i przepaską na piersi. Ogon ciemnobrunatny. Płci podobne, ale u samców rysunki są dużo wyrazistsze. Wiek można rozpoznać po nieprzepierzonych, biało zakończonych juwenalnych dużych pokrywach.

### Rozmiary
Długość ciała: 23–25 cm.
Rozpiętość skrzydeł: ok. 36–39 cm.
Masa ciała: 55–106 g.

### Głos
Głos przypominający kwiczoła, np. kwilące „giieh” i cmokające „czak-czak”.

### Zachowanie
Podobnie jak drozd rdzawy, podczas migracji tworzy małe stada związane z otwartymi terenami leśnymi.

## Środowisko
Zadrzewienia, zwłaszcza łozowiska w dolinach rzecznych oraz bory.

## Pożywienie
Jest wszystkożerny. Jego pożywienie stanowi szeroka gama owadów w szczególności komary, dżdżownice i inne bezkręgowce. Z owoców głównie jagody.

## Lęgi

### Gniazdo
Nisko na drzewie, zbudowane w kształcie czarki z gałązek, trawy i mchu przemieszanych z błotem. Wyścielone trawkami.

### Jaja i wysiadywanie
Samica składa zwykle 4–6 jaj o kolorze niebieskozielonkawym z rdzawym nakrapianiem. Wysiadywane przez ok. 14 dni.

## Status i ochrona
Drozd rdzawoskrzydły nie jest zagrożony według danych IUCN (status LC – Least Concern). Liczebność populacji nie została oszacowana, ale ptak ten opisywany jest jako pospolity. Trend liczebności populacji nie jest znany.
W Polsce jest objęty ścisłą ochroną gatunkową.